# Высший класс (телесериал)
«Вы́сший класс» (англ. A.N.T. Farm) — комедийный телесериал канала Disney, который транслировался с 6 мая 2011 года по 21 марта 2014 года. Пилотная серия, «TransplANTed», вышла в эфир после финальной серии сериала «Всё тип-топ, или Жизнь на борту». Автором идеи сериала является Дэн Сигнер, бывший автор, соавтор и исполнительный продюсер сериала «Всё тип-топ, или Жизнь на борту». Первое промо показано во время премьеры фильма «Лимонадный рот».
30 ноября 2011 года было объявлено о начале второго сезона, премьера которого состоялась 1 июня 2012 года. Премьера третьего и последнего сезона состоялась 31 мая 2013 года.

## Сюжет
Сюжет сериала Высший класс вращается вокруг Чайны Паркс (Чайна Энн Макклейн), 11-летнего музыкального вундеркинда, которая только что стала новеньким в Б.У.К классе, местной средней школы в Сан-Франциско, штат Калифорния. В первый день она встречает Олив Дойл (Сиерра Маккормик) — девочку, которая обладает фотографической памятью, и Флетчера Квимби (Джейк Шорт), гениального художника, который сильно влюбляется в Чайну с первого взгляда. Вскоре они стали её лучшими друзьями в школе. Также в школе она встречает компьютерного гения Ангуса Честнета, который тоже вскоре становится её другом. Они попадают в разные смешные ситуации.
Самая популярная девушка в школе Лекси Рид (Стефани Скотт), продолжает запугивать Чайну, думая, что они соревнуются в том, кто звезда школы. В неё влюблён старший брат Чайны, Кэмерон Паркс (Карлон Джеффри), который пытается избегать Чайну в школе, так как он боится, что она понизит его репутацию.

## Персонажи

### Главные герои
- Чайна Паркс (Чайна Энн Макклейн) — 11-летняя девочка-вундеркинд, учится на Б. У. К. курсе, музыкальный гений. Она может играть на гитаре, фортепиано, скрипке, трубе, саксофоне, флейте, виолончели, арфе, волынке, валторне, терменвоксе, барабанах, губной гармонике, фаготе и ложках, но на удивление не может играть на треугольнике. Кроме того, очень хорошо поет, заставляя танцевать людей своим проникновенным голосом. Никогда не боится проблем, она видит школу как захватывающее место. К сожалению, ей придется переубеждать своих друзей в том, что не надо бояться школы.
- Олив Дафна Дойл (Сиерра Маккормик) — обладает фотографической памятью. Благодаря ей, все, что она когда-либо читала, слышала или видела навсегда отпечатывается в её мозгу. Олив почти ко всему добавляет какие-либо «интересные» факты. Она скорее пытается укрыться в Б. У. К. классе от старшеклассников, но её новая подруга Чайна не позволит отсиживаться на одном месте. У Олив много различных странных фобий: от страха к привидениям и гномам до страха к попкорну и родинкам. В эпизоде, «Replicant» Олив говорит, что её второе имя Дафна.
- Флетчер Квимби (Джейк Шорт) — гениальный художник, одаренный во всех видах искусства — живописи, скульптуре, графике и других видах искусства. Но, когда в класс пришла Чайна, он начал рисовать очень много её портретов. Он влюблен в неё с первого взгляда, хотя и скрывал это, также он скрывал, что постоянно её рисует и делает скульптуры. Второе имя Флетчера Пумперникель.
- Лекси Рид (Стефани Скотт) — самая популярная девушка в школе, к тому же самый большой конкурент Чайны. Она является основным антагонистом сериала. Чайна лидер букашек (ученики Б. У. К. класса), но Лекси по-прежнему считает себя королевой школы. Она была звездой в каждой школе до того как, Чайна появилась в её жизни. Тем не менее, она начинает дружить с Чайной и её друзьями, особенно с Кэмероном. В конце концов, она становится президентом школы. Её лучшая подруга Пейзли, она делает все, что Лекси скажет, но иногда в неправильном направлении. Она ненавидит Ванессу, потому что все думают, что Ванесса красивее её. Она работает в Ресторане Хиппо.
- Кэмерон Паркс (Карлон Джеффри) — старший брат Чайны, хотя он проводит много времени в её тени, потому что она вундеркинд, а он ничего не умеет, но полон решимости найти что-то, чтобы выделяться. Он не в восторге, что его младшая сестра учится в его школе, поэтому он старается держаться на расстоянии. Но, когда дело доходит до борьбы, Кэмерон будет стараться, чтобы помочь Чайне, особенно когда речь идет о проблемах с Лекси. В некоторых сериях Чайна помогает ему. Он очень низкий и над этим все время шутят. Кэмерон был одним из самых высоких детей, но перестал расти слишком рано. Позже он начнет встречаться с моделью Ванессой.

### Второстепенные персонажи
- Ангус Честнет (Aedin Mincks) — компьютерный гений, который часто скачивает нелегальные программы на свой компьютер под видом видео-игр. Он сильно, и безответно влюблен в Олив. Из-за того-что он все время проводит за компьютером, он достаточно ленив и не желает делать основные физические задачи, такие как ходьба между классами, в эпизоде «ClairvoyANT», он едет на каталке для пожилых, и объясняет это тем, что ему лень ходить. С 3-го сезона становится главным героем.
- Пейзли Хаундстут (Элли Деберри) — самый лучший друг Лекси. Она как и Лекси — чирлидер. Пэйзли очень глупа, и безнадежно путает все, что происходит. Тем не менее, она думает не так, как Лекси, потому что она милая и искренняя девушка, которая заботится о людях. Её легко обмануть и, несмотря на то, что они с Лекси лучшие друзья, она не очень хорошо к ней относится. Она рассталась со своим парнем Китом в серии «ClairvoyANT», потому что подумала, что Кит толкнул коляску инвалида (на самом деле это был Ангус). В первой серии Пэйзли сказала, что любит фокусников.
- Сьюзан Скидмор (Минди Стерлинг) — директор школы. Она полностью убедилась, что она молода и красива, она даже не может поверить, что в зеркале отражается именно она. Она придумала Б. У. К. программу чтобы, использовать таланты детей для её собственных нужд и выгод. Она все время находит множество способов, чтобы потратить школьный бюджет на себя. Например: она заменила наггетсы в форме динозавриков на обычные, потому что они дешевле на пять центов за тонну, или она заменила школьную медсестру аптечкой.
- Дэррил Паркс (Файнесс Митчелл) — отец Чайны и Кэмерона. Он очень любит свою дочь, но очень сильно заботится о ней. Дэррил — офицер полиции, но часто на своей работе он только ест.
- Гибсон (Зак Стил) — консультант, преподаватель, и терапевт Б. У. К. курса. Он заботливый, чувствительный, и несколько глупый, больше похож на ребёнка. Он любит вязать, играть в маджонг, и кормит голубей. Он не любит друга бабушки Боба, в серии «Bad RomANTs», Чайна и Флетчер нашли подругу детства, так как не хотели все время играть с ним в игру «Гибсоноведение», Гибсон даже не заметил, что его девушка сидит в тюрьме. У Гибсона очень объемные кудрявые волосы, в которых умещаются очень много разных вещей, например: лакрица, носовые платки. К тому же его волосы очень крепкие.
- Волчок Ваки (Кристиан Кампос) — талисман команды «Вебстерских волков» (футбольная команда школы). Всегда ходит в костюме, ни разу не показал лица. Однако во 2 сезоне 3 серии «assignmANT», Флетчер снимает голову, но в костюме никого не оказалось. Волчок дружит с Чайной, Олив и Флетчером.
- Роксана Паркс (Элиз Нил) — мама Чайны и Кэмерона. Она аниматор на детских праздниках. Роксана появилась только в четырёх эпизодах. Несмотря на то, что она занята работой, она все ещё любит своих детей.
- Вайолет (Клэр Энглер) — новенькая на Б. У. К. курсе, появилась только в конце первого сезона. Она занимается почти всеми видами спорта. В серии «DANTser» на балете, она сказала, что влюблена во Флетчера. Она появилась в серии «InfANT», когда Чайна, Олив, и Флетчер должны найти талант ребёнка. Она также появилась в серии «fANTsy Girl», она хотела пойти на танцы с Флетчером, но Флетчер не хотел идти с ней, поэтому убедил Вайолет, что он уже идет с Чайной.
- Джаред (Кэмерон Палатас) — учится в школе и второстепенный персонаж в сериале. Он появился в серии «You’re the one that I wANT», где он сыграл друга не настоящего парня Чайны, на тройном свидании (Чайна-Джаред, Олив-Ангус, Флетчер и его няня Элла).
- Ванесса (Ванесса Морган) — модель из Канады, девушка Кэмерона. Она появилась в серии «FANTasy Girl». Кэмерон задремал глядя на журнал Лекси, на обложке, которого была Ванесса. Кэмерон начал видеть её в своей жизни как Джинну Госсэмер, но она была не настоящей, на танцах Кэмерон видит, что на фотографиях Ванессы нет, и понимает, что это была его фантазия. В следующей серии Чайна помогает Кэмерону найти реальную девушку с обложки журнала, чье настоящее имя Ванесса Лафонтен, и Ангус делать все возможное, чтобы помочь Кэмерону произвести на неё впечатление. Ванессе надели повязки на глаза, которые не давали видеть ей настоящего Кэмерона. Но в конце концов обман раскрывается, и Ванесса, что ей нравится и настоящий Кэмерон. В серии «ANTagonist» Ванесса и Кэмерон расстаются.
- Хиппо (Мэтт Лоу) — жуткий парень, хозяин ресторана, в котором работает Лекси. Он часто меняет тему своего ресторана.

## Список эпизодов
Во всех английских названиях серий присутствует слово ANT, что означает букашка. Отсюда и название «Бук класс».
| Сезон | Сезон | Эпизоды | Оригинальная дата показа | Оригинальная дата показа |
| Сезон | Сезон | Эпизоды | Премьера сезона          | Финал сезона             |
| ----- | ----- | ------- | ------------------------ | ------------------------ |
|       | 1     | 25      | 6 мая 2011               | 13 апреля 2012           |
|       | 2     | 20      | 1 июня 2012              | 16 апреля 2013           |
|       | 3     | 17      | 31 мая 2013              | 21 марта 2014            |

### Сезон 1 (2011—2012)
| № общий | № в сезоне | Название                     | Режиссёр           | Автор сценария                     | Дата премьеры    | Произв. код | Зрители в США (млн) |
| ------- | ---------- | ---------------------------- | ------------------ | ---------------------------------- | ---------------- | ----------- | ------------------- |
| 1       | 1          | «transplANTed»               | Боб Коэр           | Дэн Сигнер                         | 6 мая 2011       | 101         | 4.40                |
| 2       | 2          | «participANTs»               | Боб Коэр           | Дженни Квин                        | 17 июня 2011     | 102         | 4.33                |
| 3       | 3          | «the phANTom locker»         | Боб Коэр           | Марк Джордан Леган                 | 24 июня 2011     | 103         | 4.64                |
| 4       | 4          | «sciANTs fair»               | Фил Льюис          | Джефф Ходсден и Тим Поллок         | 1 июля 2011      | 106         | 2.75                |
| 5       | 5          | «studANT council»            | Боб Коэр           | Джефф Ходсден и Тим Поллок         | 8 июля 2011      | 107         | 3.50                |
| 6       | 6          | «bad romANTs»                | Боб Коэр           | Дженни Квин                        | 15 июля 2011     | 105         | 3.95                |
| 7       | 7          | «the informANT»              | Боб Коэр           | Стивен Энджел                      | 29 июля 2011     | 104         | 3.06                |
| 8       | 8          | «replicANT»                  | Адам Вайсман       | Дэн Сигнер                         | 12 августа 2011  | 108         | 3.72                |
| 9       | 9          | «clairvoyANT»                | Адам Вайсман       | Стивен Энджел                      | 19 августа 2011  | 109         | 3.50                |
| 10      | 10         | «managemANT»                 | Марк Центровски    | Марк Джордан Леган и Дженни Квин   | 26 августа 2011  | 110         | 3.57                |
| 11      | 11         | «philANThropy»               | Фил Льюис          | Марк Джордан Леган и Дженни Квин   | 16 сентября 2011 | 111         | 3.18                |
| 12      | 12         | «fraudulANT»                 | Фил Льюис          | Джефф Ходсден и Тим Поллок         | 23 сентября 2011 | 112         | 2.61                |
| 13      | 13         | «the replacemANT»            | Фил Льюис          | Марк Джордан Леган                 | 30 сентября 2011 | 113         | 3.36                |
| 14      | 14         | «mutANT farm»                | Адам Вайсман       | Дженни Квин и Дэн Сигнер           | 7 октября 2011   | 118         | 3.84                |
| 15      | 15         | «cANTonese style cuisine»    | Адам Вайсман       | Дэн Сигнер                         | 28 октября 2011  | 115         | 3.22                |
| 16      | 16         | «ignorANTs is bliss»         | Адам Вайсман       | Джефф Ходсден и Тим Поллок         | 4 ноября 2011    | 116         | 3.49                |
| 17      | 17         | «slumber party ANTics»       | Джонатан Розенбаум | Марк Джордан Леган                 | 18 ноября 2011   | 114         | 3.61                |
| 18      | 18         | «America needs talANT»       | Виктор Гонсалес    | Дженни Квин и Дэн Сигнер           | 25 ноября 2011   | 122/123     | 3.41                |
| 19      | 19         | «sANTa's little helpers»     | Джонатан Розенбаум | Ния Палмер                         | 9 декабря 2011   | 119         | 3.05                |
| 20      | 20         | «you're the one that i wANT» | Стив Хофер         | Мэган Амрам                        | 20 января 2012   | 121         | 3.66                |
| 21      | 21         | «performANTs»                | Виктор Гонсалес    | Дэн Сигнер                         | 27 января 2012   | 120         | 2.66                |
| 22      | 22         | «some enchANTed evening»     | Адам Вайсман       | Стивен Энджел                      | 24 февраля 2012  | 117         | 3.04                |
| 23      | 23         | «patANT pending»             | Боб Коэр           | Стивен Энджел и Марк Джордан Леган | 2 марта 2012     | 125         | 2.78                |
| 24      | 24         | «ballet dANTser»             | Боб Коэр           | Джефф Ходсден и Тим Поллок         | 30 марта 2012    | 126         | 2.46                |
| 25      | 25         | «body of evidANTs»           | Стивен Энджел      | Стивен Энджел                      | 13 апреля 2012   | 124         | 3.44                |

### Сезон 2 (2012—2013)
| № общий | № в сезоне | Название               | Режиссёр              | Автор сценария                     | Дата премьеры    | Произв. код | Зрители в США (млн) |
| ------- | ---------- | ---------------------- | --------------------- | ---------------------------------- | ---------------- | ----------- | ------------------- |
| 26      | 1          | «creative consultANT»  | Рич Корелл            | Дэн Сигнер и Дженни Квин           | 1 июня 2012      | 207         | 2.78                |
| 27      | 2          | «infANT»               | Адам Вайсман          | Дэн Сигнер и Дженни Квин           | 1 июня 2012      | 201         | 2.95                |
| 28      | 3          | «fANTasy girl»         | Адам Вайсман          | Джефф Ходсден и Тим Поллок         | 8 июня 2012      | 202         | 2.72                |
| 29      | 4          | «modeling assignmANT»  | Шон Макнамара         | Марк Джордан Леган и Стивен Энджел | 22 июня 2012     | 205         | 3.23                |
| 30      | 5          | «ANTswers»             | Шон МакНамара         | Дэн Сигнер и Дженни Квин           | 29 июня 2012     | 206         | 3.40                |
| 31      | 6          | «the ANTagonist»       | Виктор Гонсалес       | Джефф Ходсден и Тим Поллок         | 6 июля 2012      | 208         | 2.81                |
| 32      | 7          | «endurANTs»            | Виктор Гонсалес       | Дженни Квин и Дэн Сигнер           | 13 июля 2012     | 209         | 2.96                |
| 33      | 8          | «amusemANT park»       | Виктор Гонсалес       | Марк Джордан Леган и Стивен Энджел | 20 июля 2012     | 211         | 3.42                |
| 34      | 9          | «contestANTs»          | Виктор Гонсалес       | Дэн Сигнер и Дженни Квин           | 10 августа 2012  | 212         | 2.80                |
| 35      | 10         | «confinemANT»          | Виктор Гонсалес       | Джефф Ходсден и Тим Поллок         | 24 августа 2012  | 213         | 3.55                |
| 36      | 11         | «intelligANT»          | Рич Корелл            | Стивен Энджел и Марк Джордан Леган | 7 сентября 2012  | 214         | 2.4                 |
| 37      | 12         | «significANT other»    | Рич Корелл            | Стивен Энджел и Марк Джордан Леган | 21 сентября 2012 | 215         | 2.6                 |
| 38      | 13         | «mutANT farm 2»        | Рич Корелл            | Стивен Энджел и Марк Джордан Леган | 5 октября 2012   | 210         | 2.9                 |
| 39      | 14         | «detective agANTcy»    | Леонард Р. Гарнер мл. | Стивен Энджел и Марк Джордан Леган | 26 октября 2012  | 204         | 2.2                 |
| 40      | 15         | «scavANTger hunt»      | Рич Корелл            | Марк Джордан Леган и Стивен Энджел | 2 ноября 2012    | 203         | 2.7                 |
| 41      | 16         | «chANTs of a lifetime» | Рич Корелл            | Дэн Сигнер и Дженни Квин           | 23 ноября 2012   | 219/220     | 2.4                 |
| 42      | 17         | «early retiremANT»     | Рич Корелл            | Джефф Ходсден и Тим Поллок         | 11 января 2013   | 216         | 3.0                 |
| 43      | 18         | «influANTces»          | Адам Вайсман          | Винсент Браун                      | 1 февраля 2013   | 217         | 3.3                 |
| 44      | 19         | «idANTity crisis»      | Стивен Энджел         | Тим Поллок и Джефф Ходсден         | 5 апреля 2013    | 221         | 3.1                 |
| 45      | 20         | «restaurANTeur»        | Виктор Гонсалес       | Кэт Ломбард и Аманда Стейнхофф     | 26 апреля 2013   | 218         | 2.1                 |

## Номинации и награды
| Год  | Премия                          | Категория                                                                    | Работа                            | Результат |
| ---- | ------------------------------- | ---------------------------------------------------------------------------- | --------------------------------- | --------- |
| 2011 | J-14’s Teen Icon Awards         | Icon To Tomorrow                                                             | Чайна Энн Макклейн — Высший класс | Номинация |
| 2012 | Nickelodeon Kids' Choice Awards | Favorite TV Actor                                                            | Джейк Шорт                        | Победа    |
| 2012 | Young Artist Award              | Best Performance in a TV series — Supporting Young Actress                   | Стефани Скотт                     | Победа    |
| 2012 | Young Artist Award              | Best Performance in a TV series — Guest Starring Young Actress Ten and Under | Франческа Капальди                | Номинация |
| 2012 | Young Artist Award              | Best Performance in a TV series — Recurring Young Actress 17-21              | Александрия ДеБерри               | Номинация |